# Федерация футбола Румынии
Федерация футбола Румынии (рум. Federaţia Română de Fotbal; ФФР) — главный футбольный орган в Румынии. Основана в 1909 году. Член ФИФА с 1923, УЕФА с 1954 года. Штаб-квартира находится в Бухаресте.
ФМФ организует такие соревнования как:
- Чемпионат Румынии по футболу — Лига I
- Вторая лига Румынии по футболу
- Кубок Румынии по футболу
- Суперкубок Румынии по футболу
- Чемпионат Румынии по футболу среди женщин
- Юношеские соревнования
- Турниры по футзалу

Также ФФР контролирует сборную Румынии по футболу и другими национальными сборными.